# Сатулунг
Сатулунг (рум. Satulung) — село у повіті Марамуреш в Румунії. Адміністративний центр комуни Сатулунг.
Село розташоване на відстані 404 км на північний захід від Бухареста, 15 км на південний захід від Бая-Маре, 89 км на північ від Клуж-Напоки.

## Населення
За даними перепису населення 2002 року у селі проживали 1446 осіб.
Національний склад населення села:
| Національність | Кількість осіб | Відсоток |
| -------------- | -------------- | -------- |
| румуни         | 1315           | 90,9%    |
| угорці         | 88             | 6,1%     |
| цигани         | 39             | 2,7%     |

Рідною мовою назвали:
| Мова      | Кількість осіб | Відсоток |
| --------- | -------------- | -------- |
| румунська | 1338           | 92,5%    |
| угорська  | 82             | 5,7%     |
| циганська | 25             | 1,7%     |

## Відомі особистості
- Бланка Телекі де Сек (1806-1862) — угорська художниця, скульптор, викладачка і захисниця прав жінок з роду Телекі.